# Engelbert III. von der Mark (Köln)

Wappen der Grafen von der Mark

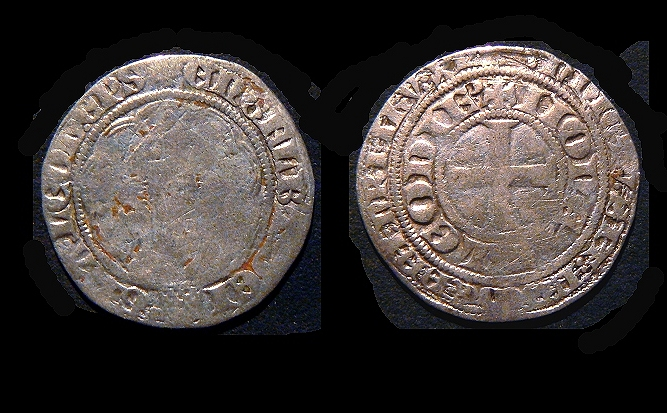
Silbermünze Engelbert von der Mark aus dem Schatz von Seraing

Engelbert von der Mark (* 1304; † 25. August 1368) war als Engelbert III. von 1364 bis 1368 Kurfürst und Erzbischof von Köln. Zuvor war er Bischof von Lüttich.

## Leben
Er war der zweite Sohn des Grafen Engelbert II. von der Mark und dessen Frau Mechthild von Arenberg. Seine Brüder waren Adolf II. von der Mark, Eberhard I. von der Marck-Arenberg, Everhard von der Mark (Dompropst in Münster) und eine Schwester Katharina war Äbtissin des Stifts Essen.
Durch den Einfluss seines Onkels Adolf II., des Bischofs von Lüttich, wurde er 1332 Dompropst in Lüttich. Engelbert wurde aber auch als Dompropst von Köln erwähnt.
1345 nach dem Tod seines Onkels, dem Bischof Adolf II., wurde er von Papst Clemens VI. zum Bischof von Lüttich ernannt. Bereits zur Zeit seines Vorgängers kam es zu Konflikten mit den Ständen und dieser hatte zeitweise fliehen müssen. Nach seinem Amtsantritt führten Unstimmigkeiten über ein Gerichtsurteil zu einem Bündnis verschiedener Städte gegen ihn. Engelbert seinerseits wandte sich an die übrigen Landstände, die für ihre Unterstützung auf der Garantie der alten Rechte bestanden.
Die bischöflichen Lehnsleute schlossen sich Engelbert an, so dass er die Städte von Maastricht aus bekriegen konnte. Unterstützt wurde der Bischof von König Johann von Böhmen und verschiedenen benachbarten Landesherren. Allerdings erlitt sein Heer eine schwere Niederlage bei der 40 hohe Adelige und 400 Ritter getötet wurden. Die verbündeten Städte zerstörten einige bischöfliche Burgen und besetzten andere. Es wurde ein Waffenstillstand geschlossen und es kam zu Verhandlungen. Da sich Engelbert nicht darauf einließ, das Schöffengericht in Lüttich in ein rein städtisches Gremium zu verwandeln, erneuerte er im Juli 1347 den Krieg. Seine Armee umfasste angeblich 25.000 Mann. Diese besiegte das Aufgebot der Städte in der Schlacht bei Walesse. Die Städte sollen etwa 10.000 Mann verloren haben. Die bischöflichen Truppen plünderten oder zerstörten einige gegnerische Orte.
Am 28. Juli wurde der Friede von Waroux geschlossen. Die Städte mussten die bisherigen Herrschaftsrechte des Bischofs anerkennen und ihm 140.000 Goldgulden an Schadenersatz zahlen. Umgekehrt erkannte der Bischof die bestehenden Rechte der Städte und deren Bund an. An der Situation des Schöffengerichts änderte sich nichts. Die Städte gewannen Johann III. Herzog von Brabant als Garanten des Abkommens. Später kam es zur Revision des Abkommens zwischen dem Bischof und den Städten.
1362 bewarb er sich auch um den Stuhl des Erzbischofs von Köln, unterlag aber gegen seinen Neffen, den späteren Kölner Erzbischof Adolf II. von der Mark. Als sein Neffe 1364 das Amt niederlegte, wurde Engelbert doch noch von Papst Urban V. zum Erzbischof von Köln erhoben. Dafür aber verpfändete er ihm das kurkölnische Amt Rheinberg, Kempen, Oedt und 5000 Reichsmark. Im westfälischen Raum verstärkte sich der Einfluss des Hauses Mark dadurch stark. Dadurch geriet insbesondere die Grafschaft Arnsberg auch von Seiten des kölnischen Herzogtums Westfalens unter Druck. Engelbert entzog Graf Gottfried IV. von Arnsberg dessen Amt als Marschall von Westfalen.
Der durch Krankheit und Alter fast amtsunfähige Engelbert, konnte 1366 durch das Kölner Domkapitel zur Annahme eines Koadjutors bewogen werden. So wurde Kuno II. von Falkenstein, der Erzbischof von Trier, zum Koadjutor berufen. Dieser vermittelte im Streit zwischen den Grafen von der Mark und denen von Arnsberg. Noch zu Lebzeiten des Erzbischofs kam es zur Verhandlungen über den Verkauf der Grafschaft Arnsberg an das Erzstift Köln.
Engelbert verstarb am 25. August 1368 und wurde in einem Hochgrab in der Kreuzkapelle des Kölner Doms beigesetzt.